# C1002S
C1002S（シー イチゼロゼロニ エス）は、ソニー・エリクソン・モバイルコミュニケーションズ（現：ソニーモバイルコミュニケーションズ）が開発したau by KDDIの携帯電話端末である。

## 特徴
- ソニー・エリクソン・モバイルコミュニケーションズ社が発足して初めて手がけた機種。
- C406Sに次ぐ「着せ替え」モデル（3枚同梱）。別売りで、さまざまなデザインのパネルを用意した。
- ソニーが開発した犬型ロボットAIBOのキャラクター「ラッテ」「マカロン」の待ち受け画面やアニメーションを搭載。また、デフォルトの着信メロディで「ラッテ」と「マカロン」に聞かせると反応する特殊なメロディが搭載されている。
- 直径18mmの大型スピーカー。
- 着信LEDランプは24色から組み合わせで選べる。

## 対応サービス
- EZweb@mail